# Denník N
Denník N – słowacki portal informacyjny i periodyk o orientacji liberalnej.
Projekt „Denník N” został zapoczątkowany po odejściu części członków redakcji dziennika „SME” w 2014 roku. Jego założycielami są Matúš Kostolný, Tomáš Bella, Lukáš Fila, Konštantín Čikovský i Juraj Javorský.
Czasopismo zostało uruchomione w styczniu 2015, a od 2017 roku ukazuje się także pokrewny miesięcznik „N magazín”. Serwis internetowy był notowany w rankingu Alexa globalnie na miejscu: 14 001 (grudzień 2020), na Słowacji: 28 (grudzień 2020).
Funkcję redaktora naczelnego pełni Matúš Kostolný.